# پازار
پازار (به ترکی استانبولی: Pazar) شهری است در کشور ترکیه که در استان ریزه واقع شده‌است. جمعیت این شهر بر اساس سرشماری سال ۲۰۰۸ میلادی ۱۵٬۹۲۲ نفر و بر اساس برآوردهای سال ۲۰۰۹ میلادی ۱۵٬۲۰۸ نفر می‌باشد.